# Klaus Nemelka
Klaus Nemelka (geb. 1970) ist ein deutscher Journalist und PR-Berater.

## Werdegang
Nemelka studierte Betriebswirtschaftslehre an der Münchner LMU und Publizistik an der Donau-Universität in Krems.
Er ist Gründungsherausgeber der Zeitschrift Die Stiftung, die im Herbst 2006 erstmals erschien und im Mai 2008 von dem Münchner Fachverlag GoingPublic Media übernommen wurde. Als dessen erster Chefredakteur ist er auch direkter Vorgänger von Gregor Jungheim. Zu den Medien, bei denen Nemelka als Journalist veröffentlicht hat, gehört auch das Glarean Magazin aus der Schweiz.
Nach seinem Ausscheiden aus dem Magazin Die Stiftung Ende 2010 wechselte er in die PR-Branche, wo er bislang u. a. für den IR-Dienstleister Better Orange, den Mobilfunkdienstleister Tyntec und das Softwareunternehmen Censhare tätig war.

## Sonstiges
Nemelka gehört dem Beirat der Deutschen Umweltstiftung an. Seit April 2015 ist er außerdem Beisitzer des Ortsverbands Westend-Laim von Bündnis 90/Die Grünen.